# Зеров, Дмитрий Константинович
Дми́трий Константи́нович Зе́ров (укр. Дмитро Костянтинович Зеров; 1895—1971) — советский украинский ботаник, академик АН УССР (1948), Заслуженный деятель науки УССР (1965). Лауреат государственной премии УССР в области науки и техники (1969, 1983).

## Биография
Родился в селе Зеньков (ныне Полтавской обл.) в семье учителя. Брат поэтов Николая Зерова и Михаила Зерова (псевдоним Михаил Орест).
В 1922 г. окончил Киевский университет, в котором преподавал. В 1931 году утверждён в должностях старшего научного работника и заведующего отделом бриологии института ботаники АН УССР. В 1933 году возглавил кафедру низших растений в Киевском университете, которой руководил до 1957 года.
15 января 1936 года получил звание профессора. 20 июля 1936 года успешно защитил докторскую диссертацию на тему «Болота УССР. Растительность и стратиграфия». В 1939 году избран членом-корреспондентом АН УССР, а 30 июня 1948 года — академиком АН УССР (по специальности — ботаника).
В 1946—1963 годах руководил институтом ботаники АН УССР. С 1960 года учёный возглавлял спорово-пыльцевую лабораторию, а с мая 1963 года — отдел истории флоры и палеоботаники в институте ботаники АН УССР.
Умер 20 декабря 1971 года в Киеве, похоронен на Байковом кладбище (участок № 21).

## Научная деятельность
Основные труды относятся к систематике, флористике и филогении споровых растений, болотоведению, ботанической географии, палеоботанике, истории растительности. Главный редактор томов 6, 9—12 двенадцатитомного издания «Флора УССР».
В 1955 году подписал «Письмо трёхсот».

## Звания, премии, награды[1]
- звание «Заслуженный деятель науки УССР» — за выдающиеся научные заслуги и в связи с 70-летием со дня рождения (20 сентября 1965 года).
- Государственная премия УССР в области науки и техники (вместе ещё с четырьмя учеными) — за многотомный труд «Флора УССР» (25 декабря 1969 года).
- Государственная премия УССР в области науки и техники (вместе с ещё четырьмя учеными; посмертно) — за пятитомное в семи книгах издание «Определитель грибов Украины» (13 декабря 1983 года).
- медаль «За доблестный труд в Великой Отечественной войне 1941—1945 гг.» (1945).
- Орден Ленина (1954) — за выдающиеся заслуги в развитии науки и за многолетнюю педагогическую деятельность.
- почётный член Всесоюзного ботанического общества (1963).
- почётный член Украинского ботанического общества (1968).
- иностранный член Болгарского ботанического общества (1969),

## Память
На Байковом кладбище на могиле установлен памятник — глыба из серого гранита с горельефом и надписью «Академік Дмитро Костьович Зеров. 20.IX.1895 — 20.XII.1971».
В 1996 году в Киеве на здании Института ботаники имени Н. Г. Холодного АН Украины по улице Терещенковской, 2 Д. К. Зерову установлена гранитная мемориальная доска (уничтожена вандалами в 2015).
По случаю 110-летия со дня рождения Дмитрия Константиновича Зерова 27 января 2005 года в рамках 11-й ежегодной научной конференции в Национальном университете «Киево-Могилянская академия» проведен научный семинар «Проблемы развития палеоботанических исследований в Украине».
Важное значение в профессиональной подготовке студентов Киево-Могилянской академии имеет также мемориальный уголок Зерова в лаборатории палеоботанических и палеоэкологических исследований, которому его дочь Марина Дмитриевна Зерова передала часть библиотеки отца и некоторые его личные вещи.